# Francisco Braga
Antônio Francisco Braga (ur. 15 kwietnia 1868 w Rio de Janeiro, zm. 14 marca 1945 tamże) – brazylijski kompozytor.

## Życiorys
W młodości uczył się gry na klarnecie, następnie studiował w konserwatorium w Rio de Janeiro, gdzie jego nauczycielami byli Luiz António de Moura (klarnet) i Carlos de Mesquita (kompozycja). W 1889 roku wziął udział w konkursie na hymn Brazylii. Choć jego kompozycja, Hino à bandeira, nie zwyciężyła, kompozytor otrzymał za nią nagrodę pieniężną, która umożliwiła mu dalsze studia w Europie. W latach 1890–1894 kształcił się w Konserwatorium Paryskim u Julesa Masseneta (harmonia) i Antoine’a Taudou (kontrapunkt). Między 1895 a 1899 rokiem podróżował po Niemczech i Włoszech. Po powrocie do kraju był w latach 1902–1938 wykładowcą Instituto Nacional de Música, a od 1908 do 1933 roku prowadził orkiestrę Sociedad de Concertos Sinfónicos.

## Twórczość
W swojej twórczości reprezentował tendencje romantyczne i werystyczne, czerpał też z brazylijskiego folkloru muzycznego. Pozostawał pod wpływem muzyki Masseneta i Wagnera. Skomponował m.in. kilka poematów symfonicznych (Marabá, Cauchemar, Paysage, Insonnia, Chant d’automne, Fantasie-Ouverture), Episódo sinfonico na orkiestrę (1898), Elegia a Giuseppe Verdi na orkiestrę (1905), Variações sobre um tema brasileiro na orkiestrę (1905), Trio g-moll na fortepian, wiolonczelę i skrzypce, Tango caprichoso na skrzypce i fortepian, Troada na skrzypce i fortepian lub orkiestrę, dwie msze, Te Deum, opery Jupirá (1900), Anita Garibaldi (1901) i Contractador de diamantes (1901), utwory fortepianowe, pieśni.